# Бібліотека імені Ошера Шварцмана
Бібліотека імені О. Шварцмана Шевченківського району м. Києва — бібліотека єврейської літератури.
Бібліотека розташована в цокольному поверсі будинку № 4/13 по вулиці Стрітенській. Вхід до бібліотеки з двору. Бібліотека працює у всі дні, крім суботи. 

## Характеристика
Площа приміщення бібліотеки — 150 м², книжковий фонд — 11,9 тис. примірників. Щорічно обслуговує 1,9 тис. користувачів, кількість відвідувань за рік — 10,0 тис., книговидач — 32,0 тис. примірників.

## Історія бібліотеки
Бібліотека заснована у 1972 році. Носить ім'я єврейського радянського поета Ошера Марковича Шварцмана. 3 1974 року — філія ЦБС Шевченківського району. 
Ініціатором створення спеціалізованої бібліотеки єврейської літератури виступив глава республіканського товариства єврейської культури Ілля Левітас. Його підтримала директор бібліотеки ім. Леси Українки Людмила Ковальчук, і в грудні 1989 року бібліотека стала єврейською за рішенням Управління культури Київського міського голови. Це була перша в Україні бібліотека літератури національної меншини.

## Фонд
Фонд єврейської літератури в бібліотеці становить близько 4000 примірників видань. Є серед них енциклопедія Брокгауза й Ефрона, «Краткая еврейская энциклопедия» та інші довідкові видання.
Гордістю бібліотеки є такі раритети, як
- прижиттєве видання творів Шолом-Алейхема мовою їдиш (Варшава, 1911 р.),
- тритомник стенографічного звіту «Справа Бейліса» (1913 р.),
- підбірка єврейського журналу «Восходъ» (Санкт-Петербург, 1889),
- «Єврейська історія» Шимона Дубнова (Одеса, 1897 р.),
- «Психологія єврейського духу» С. М. Меламеда (Москва, 1914 р.),
- сідури (єврейські молитовники) кінця XIX-початку XX століття

На полицях бібліотеки є періодичні видання єврейських громад та організацій України — «Єврейські вісті», «Хадашот», «Ейнікайт», «Еврейский обозреватель», «Мост», «Лехаим», «Єврейський вісник» та інші.
Багатий ілюстративний матеріал, широкий репертуар єврейської художньої літератури, видання про історію, релігію, культуру єврейського народу, 40 найменувань єврейських періодичних видань роблять цю бібліотеку привабливою не тільки для мешканців м. Києва, а й для студентів Соломонового університету, інших навчальних закладів, які вивчають історію й традиції єврейського народу, представників національних товариств інших міст України.

## Діяльність
Багато викладачів івриту, які зараз працюють у різних організаціях Києва, вивчали мову на курсах при бібліотеці. Працює клуб творчої інтелігенції, де проходять творчі зустрічі, літературні та музичні вечори, свята єврейського народу. У стінах бібліотеки проводить свою роботу служба знайомств «Шадхен», що відома не лише в Україні, а й в Америці та Ізраїлі. Структура: абонемент, читальний зал, літературно-музична вітальня.